# ヘザー・オルーク
ヘザー・オルーク（Heather O'Rourke, 1975年12月27日 - 1988年2月1日）は、アメリカ合衆国の子役女優。ニックネームはバーニー（Bernie）、ヒース（Heath）。12歳の時に急死。

## 経歴
1975年、カリフォルニア州サンディエゴ生まれ。5歳の時、母親と姉タミーと共にメトロ・ゴールドウィン・メイヤーのレストランにいたところ、ちょうど6歳ぐらいの女の子をさがしていたスティーヴン・スピルバーグの目に留まり、1982年、スピルバーグ製作の『ポルターガイスト』で映画デビューした。末娘キャロル・アン役で同作に始まるシリーズ3作品に出演したが、『ポルターガイスト3』撮影直後の1988年2月1日に急死した。12歳だった。死去から4ヶ月後に公開された『ポルターガイスト3』には「少女の霊に捧ぐ…」というサブタイトルが付けられた。

## 急死
1987年1月、ヘザー・オルークに風邪の兆候が現れ、足がむくみ始めた。当初はただの風邪であると思われたが、のちに原因不明の腸疾患であるクローン病と診断された。映画第3作の撮影時は薬物療法による治療中だったが、撮影中は不満を言うことなく、関係者も彼女が病気だとは思わなかったという。1988年1月31日夜、突然嘔吐するなどと気分が悪くなり、翌2月1日の朝はトーストを口にすることができず、ゲータレードでさえ喉を通らなかった。母親が彼女の指先が青く、そして冷たくなっていることに気付き、医者に連絡した。次第に意識が薄れていく中でも彼女は学校のことを心配していたという。救急車の中で心肺停止となり、一時は回復するも、午後2時43分にサンディエゴ市内の小児病院で死亡した。死因は初めインフルエンザと報告されたが、検死官は死因として腸閉塞・感染性ショックによる心停止と発表した。

## 出演映画
- ポルターガイスト（1982年）
- ポルターガイスト2（1986年）
- ポルターガイスト3 / 少女の霊に捧ぐ…（1988年）